# 霍爾三十九族
霍爾三十九族（藏語：ཧོར་སྡེ་སོ་དགུ，威利转写：hor sde so dgu），又稱藏北三十九族，簡稱“三十九族”，是清代對遊牧於今西藏那曲地區西部與昌都地區西北部一帶各部落的稱呼。

## 設置
「霍爾」（藏語：ཧོར，威利转写：hor）是藏語對中國北方漢族以外民族的稱呼，一些学者认为来自或者对应汉语的“胡”，另一说认为来自对回鹘的称呼，13世纪以后也常常特指蒙古族。早在元代，已有蒙古人遷居於青海的脫思麻與吐蕃東北部。明末清初，漠西蒙古和碩特部由新疆遷徙至青海，又向南擴張至喀木地方（今康區），征服了當地一些藏族部落。雍正元年（1723年）青海蒙古顧實汗之孫羅卜藏丹津叛亂，次年平叛後，朝廷設置青海辦事大臣管轄青海地方。雍正五年（1727年），置駐藏大臣管理西藏事務，但對青海、西藏、四川之間的各部族歸屬沒有明確規定。雍正九年，青海辦事大臣達鼐奏請勘定界址。雍正十年（1732年），西藏與青海、四川、雲南的邊界勘定完成。青海、西藏大致以唐古拉山為界，北路的巴彥、南稱等四十族（即玉樹等四十族）由西寧辦事大臣管轄；南路的三十九族稱為“霍爾三十九族”，與達木蒙古同歸駐藏大臣管轄。霍爾三十九族因此也被藏人稱為“漢管”（嘉代）三十九族。

## 沿革
霍爾三十九族遊牧地域大致包括今那曲地區聶榮縣、比如縣、巴青縣、索縣，昌都地區丁青縣以及類烏齊縣、邊壩縣的部分地區。據《清史稿》兵志載，三十九族分別為納書克貢巴族、畢魯族、琫盆族、達格魯族、拉克族、色爾札族、札嘛爾族、阿札克族、上阿札克族、下阿札克族、夥爾川木桑族、夥爾札麻蘇他爾族、夥爾札麻蘇他爾、只多族、瓦拉族、夥爾族、麻魯族、寧塔、尼札爾、參麻布瑪、尼牙木札族、利松麻巴族、勒達克族、多麻巴族、羊巴族、依戎夥爾族、夥爾族、彭他麻族、夥爾拉賽族、上剛噶魯族、下剛噶魯族、瓊布拉克魯族、噶魯族、色爾札族、上多爾樹族、下多爾樹族、三札族、三納拉巴族、樸族。雍正九年，共有4889戶。各族內設千戶、百戶，不足百戶者設百長，由兵部頒給執照。乾隆末年，三十九族設總千戶1人，百戶13人，百長53人。後增至百戶16人，百長61人。理藩院設司員夷情章京一人，管理三十九族的馬賦、刑名之務，隸屬於駐藏大臣。
三十九族土司為：瓊布噶魯、瓊布巴爾查、瓊布納克魯、勒納夥爾、色里瓊扎尼查爾、色里瓊扎參嘛布瑪、色里瓊扎嘛嚕、木朱特羊巴、布米特勒達克、木朱特尼牙木查、木朱特利松嘛吧、木朱特多嘛巴、勒遠夥爾、依戎夥爾移他瑪、查楚和爾孫提瑪爾、巴爾達山木多川目桑、嘛拉布什嘛弄、窩柱特只多、窩柱特娃拉、彭楚克夥爾、彭楚克彭他瑪爾、彭楚克拉寨、盆索納克書達格魯克、沁體牙岡納克書畢魯、盆沙尼牙固納克書色爾查、巴爾達穆納克喜奔盆、納格沙拉克書拉克什、洛克納克書貢巴、三渣、三納拉巴、撲旅、上阿扎克、下阿扎克、白獵扎嘛爾、上岡噶魯、下岡噶魯、上奪爾樹、下奪爾樹。
宣統元年（1909年），霍爾三十九族改由川滇邊務大臣趙爾豐管轄。1911年辛亥革命後，駐藏清軍撤回內地，噶廈派兵佔領了三十九族地區以及昌都、波密等地。1916年，噶廈於三十九族之地設置“霍爾總管”，1942年改為絳曲基巧，管理三十九族與拉薩以北地區。1956年，西藏自治區籌備委員會設立黑河基巧辦事處。1960年成立黑河行署，1965年改為那曲行署。

## 名人
- 赤加吉欽，清代“霍爾王”之一[8]。
- 阿沛·阿旺晉美，中国前全國人大常委会副委員長，為霍爾三十九族後裔。[9]